# Sonet włoski
Sonet włoski, nazywany też sonetem petrarkowskim – najbardziej klasyczna odmiana sonetu europejskiego.
Sonet włoski ma cztery albo pięć rymów. W najbardziej typowej postaci składa się z dwóch czterowierszy i dwóch trójwierszy. Inne rymy występują w czterowierszach, a inne w trójwierszach. Strofy czterowersowe mają dwa wspólne rymy, ułożone według wzoru okalającego abba abba, zaś strofy trójwersowe dwa lub trzy współbrzmienia, ułożone tak, by nie wyodrębniała się para wersów. Spotyka się układy cdc dcd (podwójna tercyna), cde cde, cde edc i wiele innych.
Sonet włoski nazywany jest też sonetem petrarkowskim, ponieważ to właśnie Francesco Petrarca najbardziej przyczynił się do upowszechnienia sonetu w całej Europie, choć przed nim istniała już długa tradycja tego gatunku, reprezentowana między innymi przez Dantego:
A ciascun’alma presa e gentil core
nel cui cospetto ven lo dir presente,
in ciò che mi rescrivan suo parvente,
salute in lor segnor, cioè Amore.

Già eran quasi che atterzate l’ore
del tempo che onne stella n’è lucente,
quando m’apparve Amor subitamente,
cui essenza membrar mi dà orrore.

Allegro mi sembrava Amor tenendo
meo core in mano, e ne le braccia avea
madonna involta in un drappo dormendo.

Poi la svegliava, e d’esto core ardendo
lei paventosa umilmente pascea:
appresso gir lo ne vedea piangendo.
(Dante Alighieri, Vita nuova)
Włoską formą sonetu posługiwali się niezliczeni poeci w samych Włoszech, w tym Michał Anioł Buonarroti, jak również autorzy
w Hiszpanii i Portugalii. W Hiszpanii tradycyjne sonety według wzorów italskich tworzył Luis de Góngora y Argote. Włoską postać sonetu bez zmian przyswoił w Portugalii Francisco de Sá de Miranda, autor między innymi wiersza O sol é grande, caem co’a calma as aves. Sonety włoskie pisał też Luís Vaz de Camões.
W Anglii włoska postać sonetu nie była tak popularna jak rodzimy sonet angielski, ale wielu poetów podejmowało trud układania kanonicznych utworów z typowo włoskim układem rymów. Był wśród nich John Milton, autor sonetu On His Blindness. Włoski model rymowania sonetu podjął także romantyk William Wordsworth. W Stanach Zjednoczonych sonety włoskie pisała Emma Lazarus, autorka wiersza Nowy kolos. Trzeba dodać, że po angielsku rymuje się o wiele trudniej niż po włosku, więc forma sonetu petrarkowskiego jest w świecie anglojęzycznym o wiele bardziej elitarna niż w Italii.
W Niemczech włoski schemat współbrzmień (abba abba cde cde) zastosował Johann Wolfgang Goethe w sonecie Natur und Kunst. W Szwecji wykorzystywał go Erik Johan Stagnelius.
W Czechach sonety zgodne z normą włoską pisali między innymi Karel Hynek Mácha i Jaroslav Vrchlický.
Ač má síla neoslábla v boji
proti tobě ještě, bouře litá,
přece bolesť v hloubi srdce vrytá
časem budí mutnou touhu dvojí;

předně, v nově zkvětlém jaru svojí
aby vnadou růže trnokrytá
ne již více v čelo mé uvitá,
zdobila leč tichou rakev moji.

Druhá žádosť jest to samé přání;
by nového jasná slza máje,
až provodí slavíka volání

bledou Lůnu v tichou noční dobu
s sborem hvězdným nad vlastenské háje,
zrosila leč mech jen mého hrobu.
(Karel Hynek Mácha)
W Słowenii sonet włoski kultywował France Prešeren, autor Wieńca sonetów.
Począwszy od XVI wieku Polska, między innymi za sprawą królowej Bony, była bardzo otwarta na wpływy włoskie. Oddziaływanie kultury Półwyspu Apenińskiego manifestowało się także w zakresie wersyfikacji. Sonety włoskie pisali u nas między innymi Sebastian Grabowiecki, Adam Mickiewicz i Kazimierz Przerwa-Tetmajer.
To morze, piaski i skały straszliwe
Z mymi kłopoty podobieństwo mają,
Bo te nieróżną liczbę we mnie dają,
Jak morze piasków ma w sobie błędliwe.

Więc tej ostrości me myśli troskliwe,
Że morskie skały z nimi nie zrównają,
A jak morze, tak na mię wpadają
To bojaźń, to wnet nadzieje zdradliwe.

Jak piasek – tak mój dowcip nie rodzący;
Dusza – z frasunku w skałę przemieniona;
Serce – jak morze wichry utrapione;

Ono wód pełno, a me zatopione
Oczy są łzami, wżdy myśl nie zgwałcona,
Acz wszelka radość rodzi żal trapiący.
(Sebastian Grabowiecki, Setnik rymów duchownych wtóry)
Stopień rozpowszechnienia włoskiego modelu sonetu w poszczególnych krajach pokazuje siłę oddziaływania kultury włoskiej. Co zrozumiałe, największa była ona w romańskich krajach Półwyspu Iberyjskiego.